# Parlamentní republika

Druhy vlády; parlamentní republiky jsou znázorněny

Parlamentní republika je forma republiky působící v rámci parlamentního systému vlády. Tento systém je postaven na parlamentu, jakožto jeho středobodu a patří mezi jednu z nejrozšířenějších forem vlád. 

## Charakteristika
Parlament má nejvyšší míru demokratické legitimity (existují výjimky - přímo volený prezident), jelikož je volen ve všeobecných, přímých a rovných volbách. Může se mu taktéž přezdívat zastupitelský sbor lidu. 
Parlament je však omezen systémem dělby moci, tedy na oddělení jednotlivých typů moci a vzájemné kontrole mezi nimi; naprosté oddělení složek moci není pro tento systém uspořádání naprosto absolutní. Vrcholný orgán výkonné moci, kterým je vláda, tedy kabinet, respektive její hlava – hlava vlády, typicky premiér či kancléř, zde zpravidla nejsou do exekutivní funkce voleni, jejich legitimita tak bývá odvozována od legislativy, většinou právě od voleb do parlamentu.

## Prezident
Na rozdíl od prezidentské a poloprezidentské republiky, je zde prezident vnímán spíše ve funkci reprezentace státu navenek. Daleko větší výkonnou moc má vláda, resp. hlavy vlád. Prezident si však ponechává některé finální korektivy, kterými může usměrňovat chod státu (nikoli však absolutně) – např. veto zákonů, jmenování ústavních soudců atd.

## Vláda v parlamentu
Jádrem principu parlamentní vlády je, že Poslanecká sněmovna může vyslovením nedůvěry (negativní) přivodit pád vlády. V případě současné Ústavy ČR se jde ještě dále a žádá se vyslovení důvěry (pozitivní) do třiceti dnů od jmenování vlády. (čl. 68 odst. 3 Ústavy). 
Poslanecká sněmovna pak kontroluje vládu i při průběhu jejího mandátu. Větší pravomoci má samozřejmě parlamentní většina, která vládu může odvolat, ale i pro menšinu – opozici – se vytváří nástroje kontroly. Povětšinou jsou ve formě interpelací neboli dotazů poslanců na členy vlády, kteří jim na otázku musí zodpovědět. Dalším nástrojem je např. právo obrátit se na ústavní soud (tohoto práva se v Česku může domáhat skupina obsahující alespoň 41 poslanců nebo 17 senátorů - § 64 odst. 1 zákona o Ústavním soudu).

## Princip volného mandátu
Důležitou součástí fungování parlamentní formy vlády je princip volného mandátu. Zástupci parlamentu jsou volení zástupci lidu, kteří mají představovat vůli lidu. Nejsou to však delegáti svých voličů a nemohou být jimi ani odvoláni. Vykonávají mandát v zájmu všeho lidu a podle svého nejlepšího vědomí a svědomí (čl. 23 odst. 3 Ústavy). Poslanec není ani zcela vázán na svoji stranu, která ho zapsala na kandidátní listinu. Politická strana nemůže poslance zbavit mandátu.
Shrnuto platí, že podmínkou uspokojivého fungování parlamentní demokracie je předvídatelnost počínání aktérů, tedy jak občanů voličů, tak volených. Proto jsou tu tak důležité sliby (volební), závazky, smlouvy (koaliční) a pevné charaktery.

## Úprava činnosti parlamentu v ČR
- Hlava druhá Ústavy
- Zákon č. 90/1995 Sb., o jednacím řádu Poslanecké sněmovny
- Zákon č. 107/1999 Sb., o jednacím řádu Senátu
- Zákon č. 300/2017 Sb., stykový zákon

- podrobnější pravidla si mohou komory stanovit svým usnesením (§ 1 odst. 2 JŘS, § 1 odst. 2 JŘPS)